# 東邦物産
東邦物産株式会社（とうほうぶっさん）は、食料材料・農産物を中心とする商社。本社は東京都港区にある。

## 沿革
- 1958年 - 設立
- 1960年 - 本店を日本橋から内幸町へ移転
- 1968年 - 東邦水産を設立、インドネシアに水産業合弁会社を設立
- 1972年 - 本店を内幸町から新橋に移転
- 1987年 - 鹿島冷蔵を設立。
- 1993年 - 本店を新橋から三田に移転
- 1995年 - 米国東邦物産を設立
- 1996年 - 本店を三田より芝公園に移転
- 2004年 - 東邦水産、北海シーフーズと合併
- 2007年 - 物産ライスと合併

## 三井物産との関係
三井物産が発行済株式の100%を所有している。1965年には自社の持つソ連・東欧関係営業の一部を三井物産に譲渡、逆に2005年にサーモン事業、青果事業、2007年に食肉事業の移管を受けている。